# Тренажёр

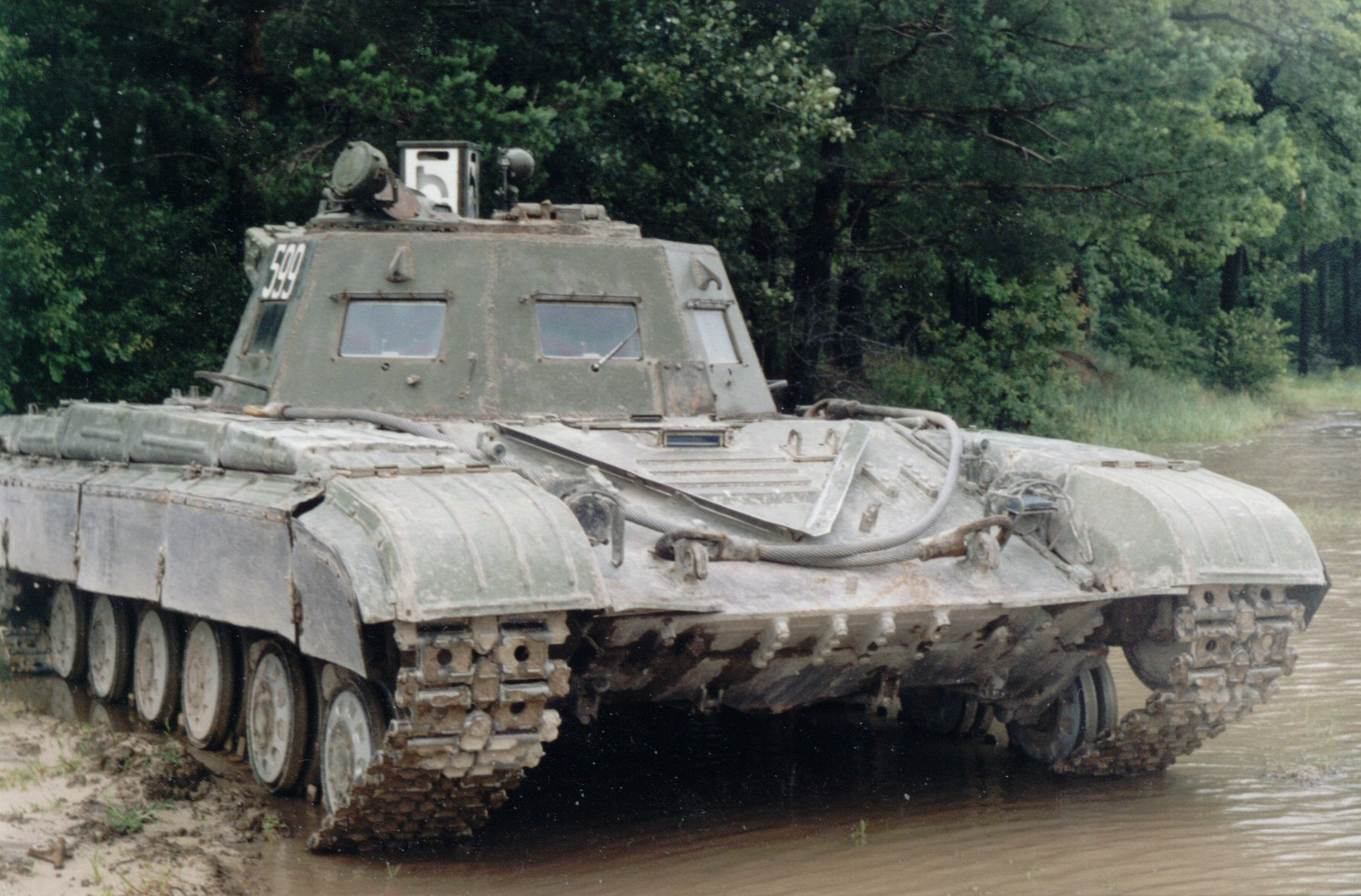
Специальный танк ХТВ-64 или Ходовой тренажёр вождения — 64 (на базе основного и среднего танка Т-64). Относится к учебной группе эксплуатации БТТ.

Тренажёр (от англ. train — воспитывать, обучать, тренировать) — механическое, программное, электрическое либо комбинированное учебно-тренировочное устройство, искусственно имитирующее различные виды и типы нагрузки или обстоятельства (ситуацию). 
Тренажёры могут быть обучающими (имитационными) или спортивными.

## Обучающий тренажёр
Учебно-тренировочное устройство для отработки рабочих навыков, выработки и совершенствования техники управления машиной (механизмом).
Тренажёр — техническое средство профессиональной подготовки обучаемого, предназначенное для формирования и совершенствования у обучаемых профессиональных навыков и умений, необходимых им для управления материальным объектом путём многократного выполнения обучаемыми действий, свойственных управлению реальным объектом. Тренажёр должен иметь три необходимые части: конструктивную (точную копию рабочего места оператора); программную (адекватную модель оборудования и процессов); дидактическую (рабочее место инструктора с программой оценки и контроля действий оператора, прочих не менее важных сервисных программ).

## Спортивный тренажёр

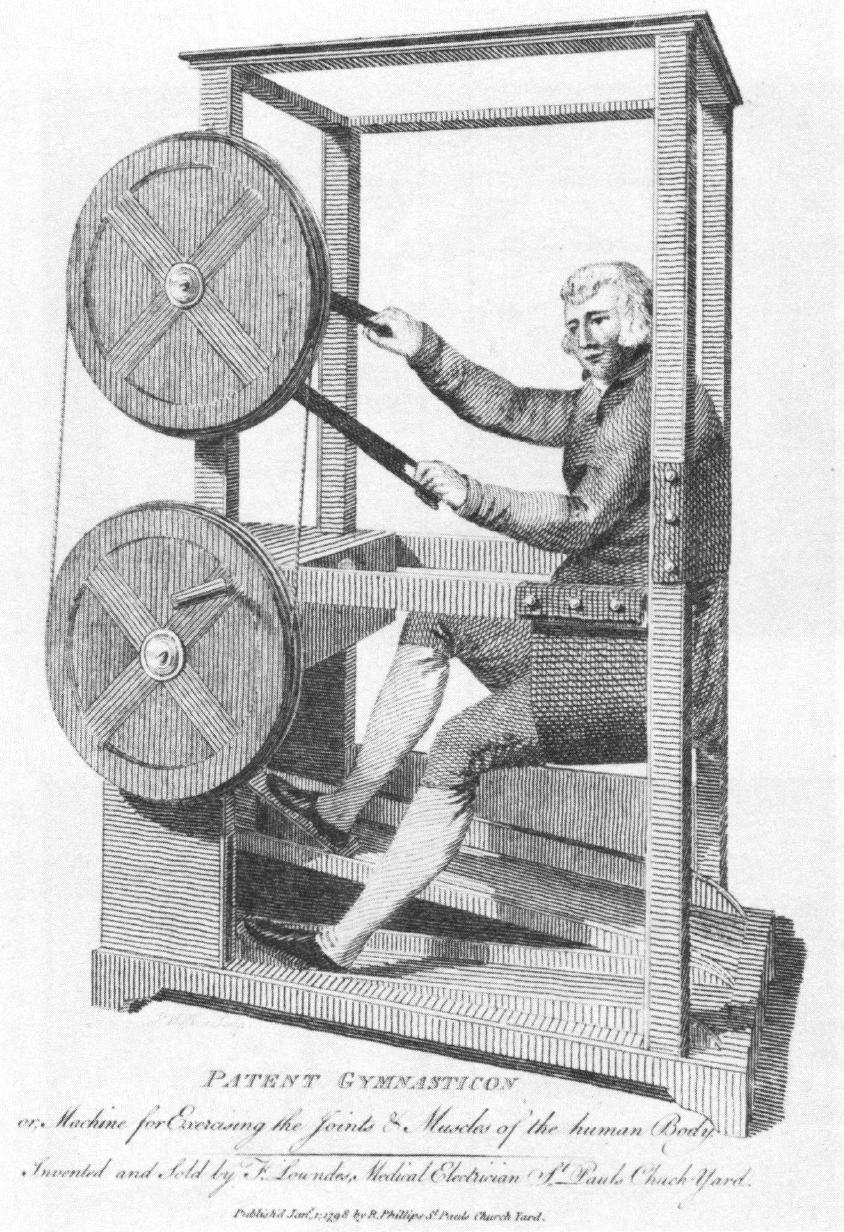
Спортивный тренажёр 1797—1798 годов

Устройство для выполнения тех или иных упражнений, направленных на тренировку сердечно-сосудистой системы, развития силы мышцили развития координации и согласованности работы различных групп мышц при выполнении достаточно сложных движений.
Выделяют несколько основных группы спортивных тренажёров:
- кардиотренажёры (аэробные) — общеукрепляющего действия, повышают общий тонус организма, тренируют сердце, способствуют сжиганию лишних калорий (например, велотренажёры, беговая дорожка, эллиптический тренажер, гребной тренажер, степпер и т. п.);
- силовые тренажёры — для тренировки, укрепления мышц, а также для увеличения объема мышц (гравитроны и др.);
- тренажёры для отработки технических приёмов в спорте: горнолыжные тренажёры, тренажёры для скалолазания и др.

В спортивно-оздоровительных центрах и лечебных учреждениях используются изотонические тренажёры для пассивных тренировок — тонусные столы. Это комплекс тренажёров для гимнастики в положении «сидя» или «лёжа». Тренажёры состоят из неподвижной части, которая служит опорой телу и подвижной части или частей, которые приводит в движение особый механизм.
Изначально тонусные столы применялись, как физиотерапевтические тренажёры в различных областях медицины. Тренажёры исключают вредную нагрузку на позвоночник, сердечно-сосудистую систему и суставы. В последнее время тонусные столы используются в женских спортивно-оздоровительных клубах для тренировки и повышения тонуса мышц.